# Дом Е. Г. Новикова
Дом Е. Г. Новикова — памятник архитектуры федерального значения (Указ Президента Российской Федерации № 176 от 20.02.1995), находящийся по адресу: Ижевск, улица Горького, 69. Сейчас в здании располагается Управление образования Администрации Ижевска.

## Описание здания
Двухэтажное Г-образное каменное здание с закруглённым фасадом, выходящим на улицы М. Горького и Ленина, перекрыто высокой двускатной крышей. Центральная ось членения приходится на скруглённую угловую часть. Оба крыла здания прорезаны регулярными рядами окон. Продольная расшивка первого этажа, поэтажные карнизы в духе русской классической архитектуры.
Первоначальная планировка не сохранилась.

## История

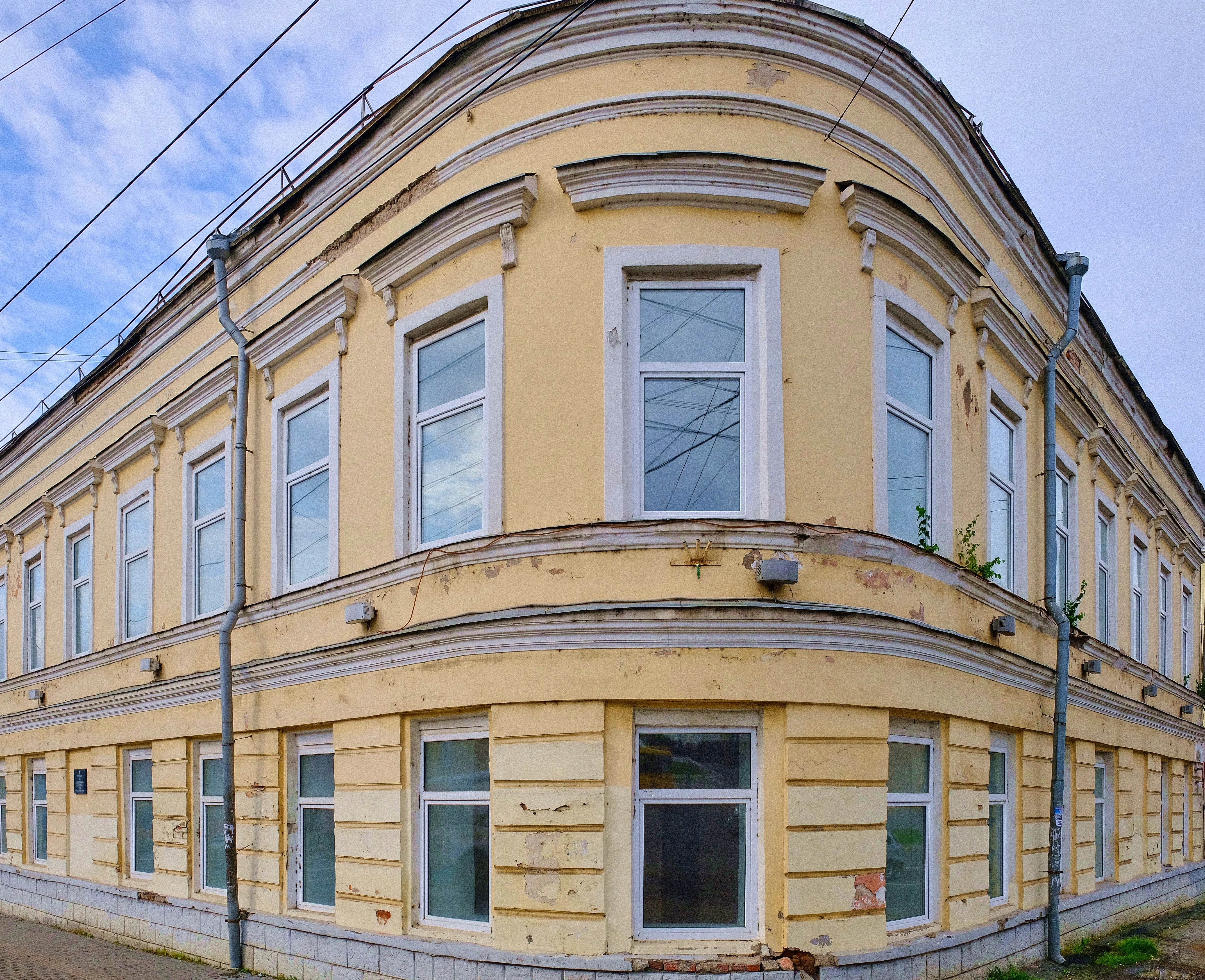
Дом Новикова в 2019 году

Дом принадлежал купцу Егору Новикову, точная дата постройки здания неизвестна (ориентировочно 1820—1823), но известно, что место для дома было определено генпланом Дудина С. Е. (который по предположению Е. Ф. Шумилова и является автором проекта здания).
В 1871 году наследники Новикова продали дом частному лицу. Позднее особняк был куплен Ижевским Нагорным волостным правлением, которое размещалось в нём до революции 1917 года. С 1920 года в бывшем здании волостного правления находились отделение ЧК и первая типография. В 1930-е годы здесь функционировал краеведческий музей.
В конце 1930-х в здании размещался исполнительный комитет Ижевского городского Совета депутатов трудящихся. В 1960-е годы с запада к зданию были пристроены склад и гараж.
В настоящее время здесь размещено Управление образования Администрации города Ижевска.